# 牛黄解毒片
牛黃解毒片是一种中成药，主要作用为清热解毒。

## 成分
由八種成分制成，包括：牛黄（可用人工牛黄代替）、雄黄、石膏、大黄、黄芩、桔梗、冰片及甘草，以片裝或丸裝出售，可內服或加入生理鹽水制成糊狀蘸涂皮膚患部。因雄黄为含砷化物，久服或者服用过多可能导致砷中毒，故在中国大陆被列入处方药。市面上也有不含雄黄的牛黄解毒片（如同仁堂之“京制牛黄解毒片”），在中国大陆属于非处方药，药效相较于含雄黄者稍逊。

## 主治
清热解毒、解治便秘、消除眼紅及牙痛、治療暗瘡或皮膚皰疹、咽喉痛等症狀。

## 注意事項
孕婦禁用。不可長期或大量服用，因牛黃解毒片內含雄黄，雄黄主要成分為二硫化二砷，长期連續服用會引致慢性砷中毒，一旦中毒會出現胃黏膜出血、腹痛、嚴重腹瀉、腰部酸痛、腎炎及急性腎衰竭等症狀。另本品含有大黄，为常用泻药，故胃肠功能较差者应慎用。

## 外部連結
- 牛黃解毒片 Niu Huang Jie Du Pian 中藥標本數據庫 (香港浸會大學中醫藥學院) （繁體中文）（英文）